# Elke Hoff
Elke Hoff (* 20. Juni 1957 in Unkel) ist eine deutsche Politikerin (FDP).

## Leben und Beruf
Nach dem Abitur 1976 am Rhein-Wied-Gymnasium in Neuwied begann Elke Hoff ein Studium der Germanistik, Philosophie und Politikwissenschaft an der Johann Wolfgang Goethe-Universität in Frankfurt am Main, welches sie 1980 wegen Schwangerschaft abbrach. Stattdessen absolvierte sie eine Ausbildung zur Kauffrau in der Grundstücks- und Wohnungswirtschaft, die sie 1982 beendete. Von 1985 bis 1991 war sie Mitarbeiterin in der Presse- und Öffentlichkeitsarbeit des Bauindustrieverbandes und des Bundesverbandes der Betriebskrankenkassen.
Von 1992 bis 2000 war Elke Hoff als hauptamtliche Beigeordnete des Landkreises Neuwied Dezernentin für Wirtschaft, Verkehr, Straßenbau, Bauwesen und Dorferneuerung, Schulen, Jugend und Kultur. Von 2000 bis 2005 war sie Vizepräsidentin der Struktur- und Genehmigungsdirektion Nord in Koblenz und gleichzeitig Abteilungsleiterin für Raumordnung, Landesplanung, Naturschutz sowie Enteignung/Entschädigung.
Elke Hoff ist verheiratet und hat drei Kinder.

## Partei
Seit 1981 ist sie Mitglied der FDP. Von 1985 bis 1997 war sie Vorsitzende des FDP-Kreisverbandes Neuwied und ist seit 2007 stellvertretende Landesvorsitzende der FDP Rheinland-Pfalz. Im Jahr 2011 wurde sie in das Präsidium der Bundes-FDP gewählt.

## Abgeordnete
Von 2005 bis 2013 war sie Mitglied des Deutschen Bundestages. Hier war sie von 2005 bis 2009 Sprecherin der FDP-Bundestagsfraktion für Abrüstungspolitik und seit 2009 für Sicherheitspolitik. Außerdem war sie ordentliches Mitglied im Verteidigungsausschuss und stellvertretendes Mitglied im Auswärtigen Ausschuss. Sie war, wie 2009 bekannt wurde, Mitglied im Präsidium der Deutschen Gesellschaft für Wehrtechnik (DWT), was sie jedoch gegenüber dem Bundestag nicht angemeldet hatte.
Elke Hoff ist über die Landesliste Rheinland-Pfalz in den Bundestag eingezogen. Zur Bundestagswahl 2013 trat Hoff nicht wieder an.

## Mitgliedschaften
Hoff ist Mitglied der Europa-Union Parlamentariergruppe Deutscher Bundestag.